# Primitivo Gutiérrez
Primitivo Gutiérrez fue un militar mexicano, guerrillero de la Confederación de Grupos del Ejército Liberal, enarboló el Manifiesto del 23 de septiembre de 1911 de la Junta Organizadora del Partido Liberal Mexicano y el 9 de febrero de 1912 tomó el poblado de Las Vacas (hoy Acuña), Coahuila, México. Ahí desconoció al gobierno federal de Francisco I. Madero, derogó la Constitución de 1857 vigente hasta entonces pero considerada por liberales como letra muerta (en 1903 un grupo de liberales colocó en las oficinas del periódico El hijo de El Ahuizote una pancarta con la leyenda "La Constitución ha muerto", en protesta por los abusos del régimen de Porfirio Díaz). En Las Vacas fue proclamado el comunismo anárquico, se expropiaron fábricas y haciendas a favor de los obreros y campesinos, en el número 77 del periódico Regeneración se publicó la proclama «Al pueblo de Coahuila», firmada por Primitivo Gutiérrez, en la que además se abolía la propiedad privada y el cobro de impuestos, se expropiaban los medios de transporte y se cerraban los templos de cualquier culto. 